# Wimpernpuder
Wimpernpuder wird zum Verdichten und Verlängern von Wimpern verwendet. Dafür werden zunächst die Wimpern mit Mascara getuscht. Anschließend werden die Augen geschlossen und das Puder auf die feuchte Wimperntusche aufgetragen. Mit einer weiteren Schicht Mascara wird versiegelt. Sollten bei dem Vorgang Fasern in die Augen gelangen, sollte mit Wasser gespült werden. Für Kontaktlinsenträger ist die Verdichtung und Verlängerung der Wimpern mit Wimpernpuder nicht geeignet.